# Контурная свеча
Контурная свеча — пиротехническое изделие, представляющее собой обычно картонную гильзу, наполненную пиротехническим составом (встречаются исполнения и в пластике). Не имеет собственного инициатора, поджигается обычно посредством быстрогорящего пиротехнического шнура. Используется в основном для создания «огненных надписей» при проведении фейерверков. Поодиночке не используются. Цвет горения самый разнообразный от тёмно-красного до светло-синего. Форс горения — небольшой (1-2 см), но насыщенный, с ярким светом (нужного цвета). Со стороны воспринимается как горящая точка.